# Alaksandr Chackiewicz
Alaksandr Mikałajawicz Chackiewicz, biał. Аляксандр Мікалаявіч Хацкевіч (ur. 19 października 1973 w Mińsku) – białoruski piłkarz grający na pozycji rozgrywającego; reprezentant Białorusi, trener piłkarski. 

## Kariera piłkarska

### Kariera klubowa
Chackiewicz jest wychowankiem Dynama Mińsk, w którym grał od 1992 do 1996 roku. Potem w latach 1996–2003 był zawodnikiem Dynama Kijów. W 2004 roku występował w chińskim klubie Tianjin Teda, a w 2005 w łotewskim klubie Venta Kuldiga.
W 2007 zakończył karierę piłkarską w Dynama Mińsk łącząc również funkcje głównego trenera.

### Kariera reprezentacyjna
W reprezentacji Białorusi rozegrał 56 meczów i zdobył 10 goli. W 2002 roku po meczu Białorusi z Ukrainą (przegranym przez Białorusinów) wraz z Walancinem Bialkiewiczem został usunięty z kadry przez ówczesnego selekcjonera Eduarda Małofiejewa z powodu rzekomej gry na niekorzyść swojej reprezentacji (trenerem Ukrainy był wówczas Walery Łobanowski. Po przyjściu nowego selekcjonera w 2003 roku decyzja o zakazie została cofnięta. We wrześniu 2005 roku Chackiewicz oficjalnie zrezygnował z występów w reprezentacji.

### Kariera trenerska
Jeszcze będąc graczem łączył funkcje głównego trenera Dynama Mińsk (od 9 kwietnia do 13 listopada 2007 roku). Następnie prowadził juniorską reprezentację Białorusi U-19. W lipcu 2008 objął stanowisko głównego trenera FK Witebsk. Od lutego 2010 do 23 kwietnia 2011 pomagał trenować reprezentację Ukrainy. 29 grudnia 2010 objął stanowisko głównego trenera młodzieżowej drużyny Dynama Kijów. Od 2013 do 2014 trenował drugą drużynę Dynamo. 4 grudnia 2014 roku został mianowany na stanowisko selekcjonera reprezentacji Białorusi, którą kierował do grudnia 2016. 2 czerwca 2017 stał na czele Dynama Kijów. 14 sierpnia 2019 został zwolniony z zajmowanego stanowiska. 20 grudnia 2019 podpisał kontrakt z Rotorem Wołgograd.

## Sukcesy i odznaczenia

### Sukcesy klubowe
- mistrz Białorusi (4x): 1992, 1993, 1994, 1995
- zdobywca Pucharu Białorusi: 1992, 1993/94
- mistrz Ukrainy (7x): 1997, 1998, 1999, 2000, 2001, 2003, 2004
- zdobywca Pucharu Ukrainy (4x): 1998, 1999, 2000, 2003